# Жан Маєр
Жан Ма(й)єр (словен. Žan Majer, нар. 25 липня 1992, Марибор) — словенський футболіст, півзахисник італійського клубу «Реджина» і національної збірної Словенії.

## Клубна кар'єра
У дорослому футболі дебютував 2010 року виступами за команду клубу «Алюміній», в якій провів два сезони, взявши участь в 11 матчах другої словенської ліги.
Своєю грою за цю команду привернув увагу представників тренерського штабу клубу «Домжале», до складу якого приєднався 2012 року. Відіграв за команду з Домжале наступні п'ять сезонів своєї ігрової кар'єри. Більшість часу, проведеного у складі «Домжале», був основним гравцем команди. Став у її складі володарем Кубка Словенії 2016/17.
Влітку 2017 року перейшов до російського «Ростова». У цій команді не зміг стати гравцем основного складу і, провівши за півтора року лише 17 матчів в усіх турнірах, у лютому 2019 року залишив «Ростов», контракт було розірвано за згодою сторін.
Відразу ж на правах вільного агента приєднався до італійського друголігового «Лечче». Зробив свій внесок у його підвищення в класі до Серії A вже за результатами сезону 2018/19. Загалом провів за цю команду понад 100 ігор різних турнірів протягом трьох з половиною сезонів.
Влітку 2022 року приєднався до друголівої ж італійської «Реджини».

## Виступи за збірні
Протягом 2013–2014 років залучався до складу молодіжної збірної Словенії. На молодіжному рівні зіграв у 7 офіційних матчах, забив 2 голи.
2017 року захищав кольори олімпійської збірної країни. У складі цієї команди провів 2 матчі.
2018 року дебютував в офіційних матчах у складі національної збірної Словенії.

## Статистика виступів

### Статистика клубних виступів
Станом на 17 вересня 2022 року
| Сезон                | Команда              | Чемпіонат            | Чемпіонат | Чемпіонат | Національний кубок | Національний кубок | Національний кубок | Континентальні кубки | Континентальні кубки | Континентальні кубки | Інші змагання | Інші змагання | Інші змагання | Усього | Усього |
| Сезон                | Команда              | Ліга                 | Ігор      | Голів     | Ліга               | Ігор               | Голів              | Ліга                 | Ігор                 | Голів                | Ліга          | Ігор          | Голів         | Ігор   | Голів  |
| -------------------- | -------------------- | -------------------- | --------- | --------- | ------------------ | ------------------ | ------------------ | -------------------- | -------------------- | -------------------- | ------------- | ------------- | ------------- | ------ | ------ |
| 2010–11              | «Алюміній»           | 2Л                   | 2         | 0         | КС                 | 0                  | 0                  | -                    | -                    | -                    | -             | -             | -             | 2      | 0      |
| 2011–12              | «Алюміній»           | 2Л                   | 9         | 0         | -                  | -                  | -                  | -                    | -                    | -                    | -             | -             | -             | 14     | 0      |
| Усього за «Алюміній» | Усього за «Алюміній» | Усього за «Алюміній» | 11        | 0         |                    | 0                  | 0                  |                      | -                    | -                    |               | -             | -             | 11     | 0      |
| 2012–13              | «Домжале»            | 1Л                   | 21        | 1         | КС                 | 0                  | 0                  | -                    | -                    | -                    | -             | -             | -             | 21     | 1      |
| 2013–14              | «Домжале»            | 1Л                   | 24        | 2         | КС                 | 3                  | 0                  | ЛЄ                   | 2                    | 0                    | -             | -             | -             | 29     | 2      |
| 2014–15              | «Домжале»            | 1Л                   | 32        | 0         | КС                 | 4                  | 0                  | -                    | -                    | -                    | -             | -             | -             | 36     | 0      |
| 2015–16              | «Домжале»            | 1Л                   | 29        | 1         | КС                 | 4                  | 0                  | ЛЄ                   | 2                    | 0                    | -             | -             | -             | 35     | 1      |
| 2016–17              | «Домжале»            | 1Л                   | 24        | 3         | КС                 | 4                  | 2                  | ЛЄ                   | 6                    | 2                    | -             | -             | -             | 34     | 7      |
| Усього за «Домжале»  | Усього за «Домжале»  | Усього за «Домжале»  | 130       | 7         |                    | 15                 | 2                  |                      | 10                   | 2                    |               | -             | -             | 155    | 11     |
| 2017–18              | «Ростов»             | ПЛ                   | 13        | 0         | КР                 | 2                  | 0                  | -                    | -                    | -                    | -             | -             | -             | 15     | 0      |
| 2018-лют. 2019       | «Ростов»             | ПЛ                   | 0         | 0         | КР                 | 2                  | 0                  | -                    | -                    | -                    | -             | -             | -             | 2      | 0      |
| Усього за «Ростов»   | Усього за «Ростов»   | Усього за «Ростов»   | 13        | 0         |                    | 4                  | 0                  |                      | -                    | -                    |               | -             | -             | 17     | 0      |
| лют.-черв. 2019      | «Лечче»              | B                    | 11        | 0         | КІ                 | -                  | -                  | -                    | -                    | -                    | -             | -             | -             | 11     | 0      |
| 2019–20              | «Лечче»              | A                    | 27        | 1         | КІ                 | 2                  | 1                  | -                    | -                    | -                    | -             | -             | -             | 29     | 2      |
| 2020–21              | «Лечче»              | B                    | 35+2      | 3         | КІ                 | 1                  | 0                  | -                    | -                    | -                    | -             | -             | -             | 38     | 3      |
| 2021–22              | «Лечче»              | B                    | 24        | 3         | КІ                 | 1                  | 0                  | -                    | -                    | -                    | -             | -             | -             | 25     | 3      |
| Усього за «Лечче»    | Усього за «Лечче»    | Усього за «Лечче»    | 97+2      | 7         |                    | 4                  | 1                  |                      | -                    | -                    |               | -             | -             | 103    | 8      |
| 2022–23              | «Реджина»            | B                    | 4         | 1         | КІ                 | 0                  | 0                  | -                    | -                    | -                    | -             | -             | -             | 4      | 1      |
| Усього за кар'єру    | Усього за кар'єру    | Усього за кар'єру    | 255+2     | 15        |                    | 23                 | 3                  |                      | 10                   | 2                    |               | -             | -             | 290    | 20     |

### Статистика виступів за збірну
| Дата      | Місто     | Господарі  | Результат | Гості    | Турнір            | Голи | Примітки |
| --------- | --------- | ---------- | --------- | -------- | ----------------- | ---- | -------- |
| 2-6-2018  | Подгориця | Чорногорія | 0 – 2     | Словенія | товариський матч  | -    | 62'      |
| 10-6-2019 | Рига      | Латвія     | 0 – 5     | Словенія | Відбір до ЧЄ 2020 | -    | 83'      |
| Усього    |           | Матчів     | 2         |          | Голів             | 0    |          |

| Дата       | Місто            | Господарі | Результат | Гості    | Турнір                             | Голи | Примітки |
| ---------- | ---------------- | --------- | --------- | -------- | ---------------------------------- | ---- | -------- |
| 11-10-2013 | Ольборг          | Данія     | 2 – 2     | Словенія | Кваліфікація молодіжного Євро-2015 | -    | 62'      |
| 15-10-2013 | Гориця           | Словенія  | 2 – 1     | Болгарія | Кваліфікація молодіжного Євро-2015 | -    | 68'      |
| 19-11-2013 | Стара Загора     | Болгарія  | 1 – 5     | Словенія | Кваліфікація молодіжного Євро-2015 | -    | 75'      |
| 5-3-2014   | Копер (Словенія) | Словенія  | 2 – 1     | Хорватія | Товариський матч                   | 1    | 46'      |
| 30-5-2014  | Андорра-ла-Велья | Андорра   | 0 – 5     | Словенія | Кваліфікація молодіжного Євро-2017 | 1    | 46'      |
| 3-9-2014   | Птуй             | Словенія  | 5 – 0     | Андорра  | Кваліфікація молодіжного Євро-2017 | -    | 70'      |
| Усього     |                  | Матчів    | 7         |          | Голів                              | 2    |          |

## Титули і досягнення
- Володар Кубка Словенії (1):

«Домжале»: 2016-2017